# Université Omar Al-Mukhtar
L'université Omar Al-Mukhtar (en arabe: جامعة عمر المختار) est la seconde plus grande université de Libye. Elle est localisée à Bayda. 